# Harry Tierney
Harry Tierney (Perth Amboy, 21 maggio 1890 – New York, 22 marzo 1965) è stato un compositore statunitense.

## Biografia
Nato il 21 maggio 1890 a Perth Amboy, nel New Jersey, Harry Tierney cominciò a suonare da bambino, figlio di una pianista e di un suonatore di tromba.
Dopo un breve periodo a Londra dove si era recato per lavorare per un editore musicale, nel 1916 tornò negli Stati Uniti. Nei due decenni successivi, Tierney fu un compositore di successo. Spesso in collaborazione con il paroliere Joseph McCarthy, scrisse numerose canzoni per i musical di Broadway, tra cui alcuni spettacoli delle Ziegfeld Follies. La sua canzone Alice Blue Gown, nel musical Irene, è stata forse la sua canzone più famosa. Irene, che raggiunse il record di 620 repliche, diventò nel 1926 un film con Colleen Moore, rifatto poi nel 1940 e interpretato da Anna Neagle e Ray Milland.
Tierney scrisse insieme a McCarthy, le canzoni di Rio Rita e di altri musical che furono adattati per lo schermo.

## Riconoscimenti

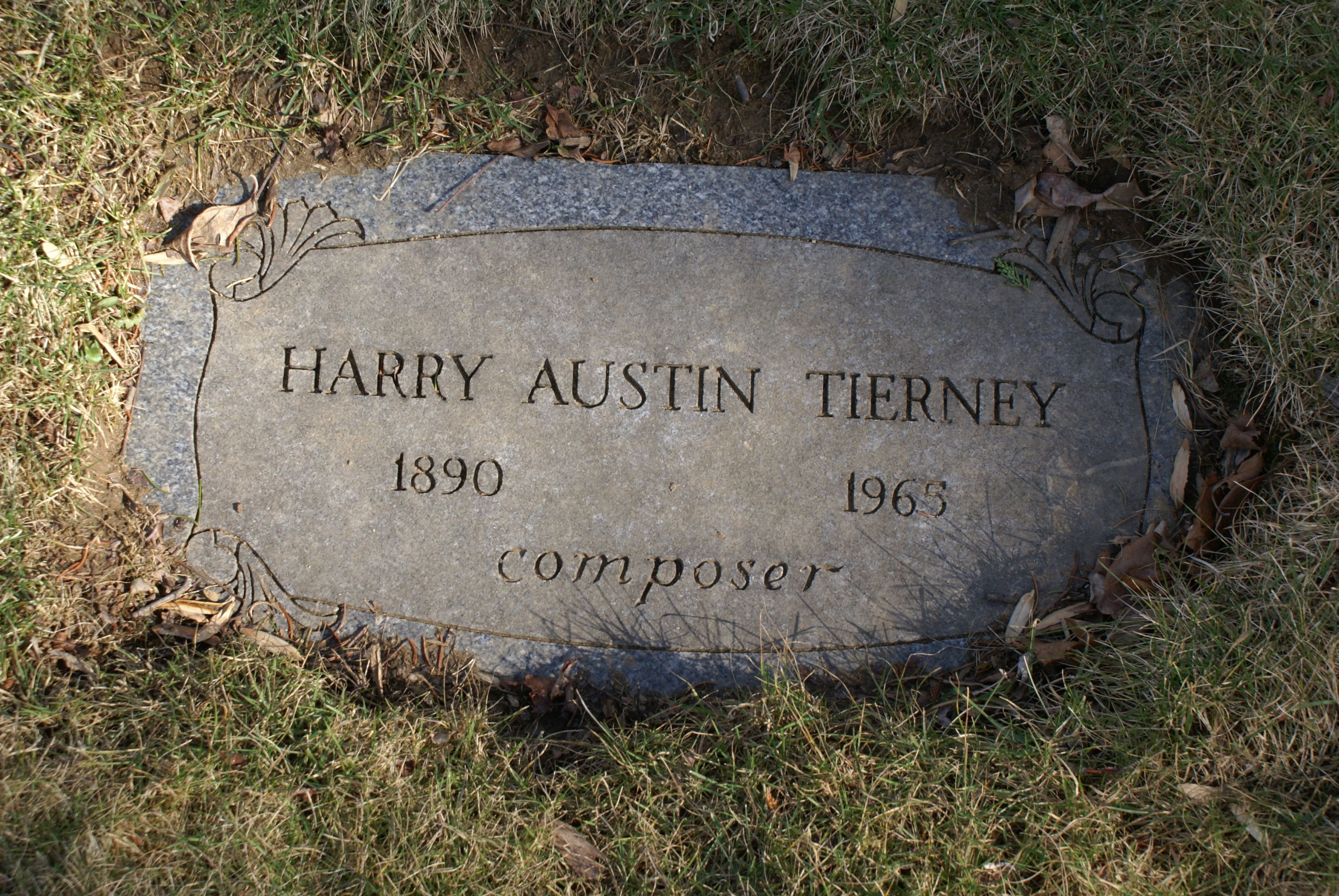

Il suo nome è stato inserito nella Songwriter's Hall of Fame.

## Spettacoli teatrali
- The Passing Show of 1916 (Broadway, 22 giugno 1916)
- Betty (Broadway, 3 ottobre 1916)
- Follow Me (Broadway, 29 novembre 1916)
- The Passing Show of 1917 (Broadway, 26 aprile 1917)
- Miss 1917 (Broadway, 5 novembre 1917)
- Sinbad (Broadway, 14 febbraio 1918)
- Let's Go (Broadway, 9 marzo 1918)
- Everything (Broadway, 22 agosto 1918)
- The Canary (Broadway, 4 novembre 1918)
- Ziegfeld Follies of 1919 (Broadway, 16 giugno 1919)
- Irene (Broadway, 18 novembre 1919)
- The Night Boat (Broadway, 2 febbraio 1920)
- Ziegfeld Follies of 1920 (Broadway, 22 giugno 1920)
- The Broadway Whirl (Broadway, 8 giugno 1921)
- Up She Goes (Broadway, 6 novembre 1922)
- Glory (Broadway, 25 dicembre 1922)
- Irene (Broadway, 2 aprile 1923)
- Ziegfeld Follies of 1923 (Broadway, 20 ottobre 1923)
- Kid Boots (Broadway, 31 dicembre 1923)
- Ziegfeld Follies of 1924 (Broadway, 24 giugno 1924)
- Rio Rita (Broadway, 2 febbraio 1927)
- Cross My Heart (Broadway, 17 settembre 1928)
- Irene (revival) (Broadway, 13 marzo 1973)

## Filmografia
- Irene, regia di Alfred E. Green - compositore (1926)
- Rio Rita, regia di Luther Reed - musiche  (1929)
- Panama Lady, regia di Jack Hively - compositore, non accreditato (1939)